# Agirre (patronyme)
Pour les articles homonymes, voir Agirre et Aguirre.
Agirre est un nom d'origine basque dont l'origine étymologique est Agerre et qui signifie « (maison ou endroit) à découvert, exposé ». En basque unifié ageri est un adjectif qui signifie « découvert(e) ».
La graphie académique actuelle Agirre  ainsi que la graphie traditionnelle Aguirre  ont la même racine.